# Цвинтар Святого Духа

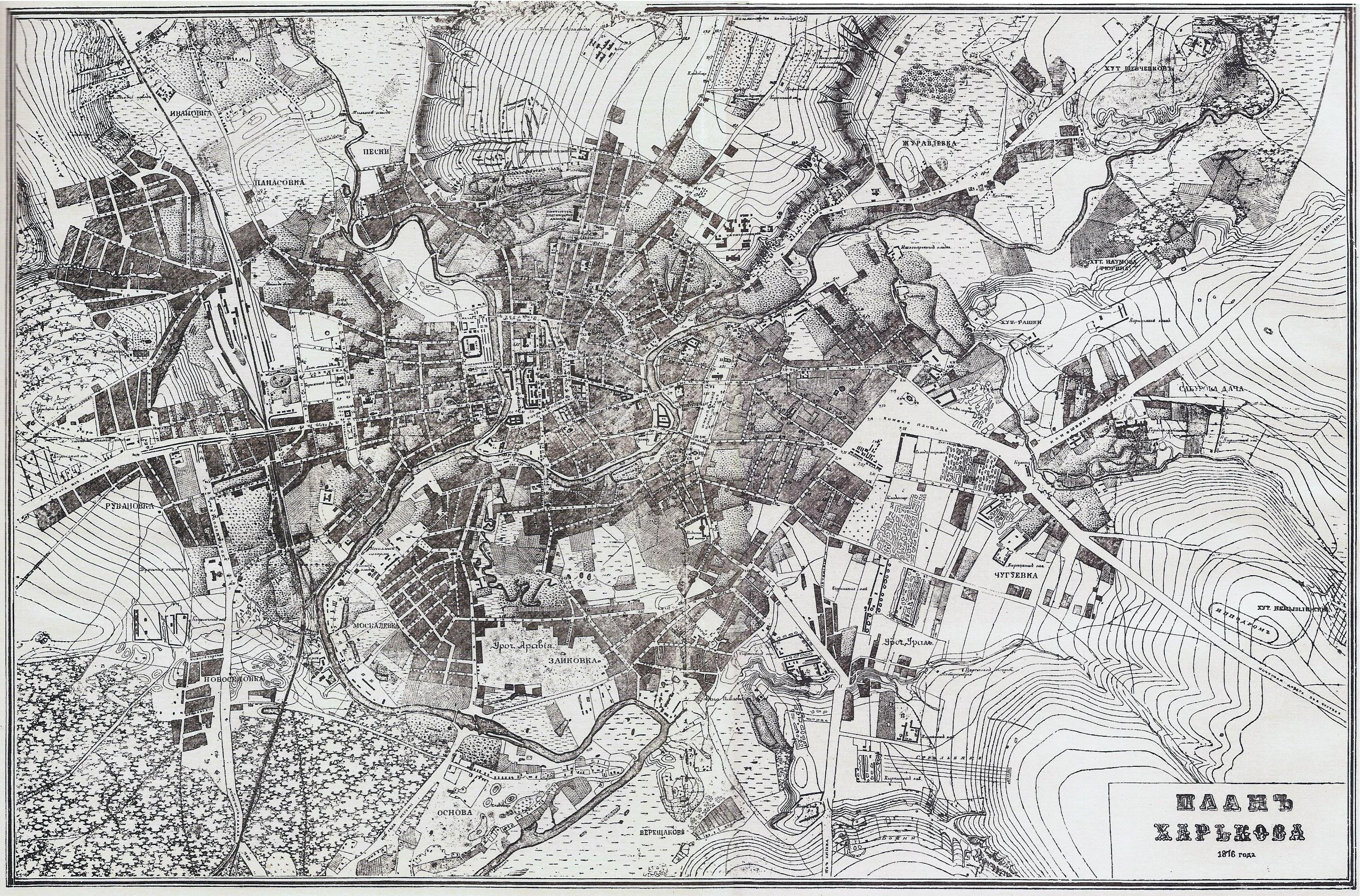
На мапі 1876 року позначено цей цвинтар

Цвинтар Свято́го Ду́ха — історичний цвинтар міста Харкова, на якому збудовано стадіон «Металіст». Під час останньої реконструкції стадіону виявлено в землі рештки людських кісток.

## Історія
Відкритий в 1772 році. У XIX столітті був одним з найбільших в Харкові.
За рішенням Священного Синоду закрито в 1854 році, однак поховання на ньому тривали. У 1874 році за рішенням Синоду було вирішено організувати на його місці нове кладовище, проте в 1885 році воно було знову закрито, у зв'язку з відкриттям Кирило-Мефодіївського цвинтаря (нині там парк Машинобудівників ).
На початку XX століття було прийнято рішення про будівництво на території, яку займає цвинтар, стадіону «Зеніт» (зараз — «Металіст»). У 1923—1925 роках було знесено.
Стадіон був побудований в 1925 році. Судячи з усього будівництво проходило без врахування необхідності перепоховання всіх останків, так як про цвинтар згадали 2007 року, коли під час реконструкції стадіону були виявлені людські поховання.